# La Roureda (Santa Margarida de Montbui)
La Roureda és una muntanya de 458 metres que es troba al municipi de Santa Margarida de Montbui, a la comarca de l'Anoia.